# 우크라이나의 행정 구역
다음은 우크라이나의 행정 구역에 관한 서술이다. 최상위 행정 구역은 24개 주(우크라이나어: область)와 1개 자치 공화국, 2개 특별시로 나뉜다. 이 가운데 크림 자치 공화국과 세바스토폴은 2014년부터 사실상 러시아의 실질적인 지배 상태에 있다.

## 1단계 행정 구역

### 특별시
2개의 도시, 키이우와 세바스토폴이 해당한다.

## 2단계 행정 구역

### 군
군(우크라이나어: район)은 주보다 하위의 행정 구역이다. 본래 전국에 490개가 있었으나 2020년에 대규모 행정 구역 개편을 거치면서 136개로 통폐합되었다.

### 구
구 또는 도시군은 도시 지역에 설치되는 군급 행정 구역이다. 2020년 기준으로 108개가 존재한다.

## 3단계 행정 구역
2006년 기준 457개의 시(misto), 886개의 도시형 정착지, 28,552개의 촌이 있었다. 법적으로 시는 1만 명 이상의 인구를 조건으로 하며, 시에 따라서 주 지정시나 군 지정시라는 지위를 가지기도 한다.
2020년 대규모 행정구역 개편으로 소련식 행정 구역을 폐지하고 흐로마다(우크라이나어: громада)라는 새로운 행정구역 제도가 도입되었다. 전국에 총 1,469개의 흐로마다가 있다.

## 같이 보기
- 우크라이나의 지리